# Erich Ohser
Kurt Erich Ohser (født 18. marts 1903 i Sachsen, død 6. april 1944 i Berlin) var en tysk nazi-modstander og tegneserie- og karikaturtegner, der især er kendt for sit arbejde under pseudonymet e.o. plauen med tegneserien »Vater und Sohn«. Den er blevet anvendt i tyskundervisningen i Danmark.

## Liv
Da Erich Ohser var seks år i 1909, flyttede familien til Plauen, hvor han udstod sin læretid som klejnsmed. Dernæst studerede han mod sine forældres vilje på Statens Akademi for Grafisk Kunst og Boghandel i Leipzig 1921-1926. Han arbejdede også på Neue Leipziger Zeitung, hvor hans redaktør Erich Knauf introducerede ham for forfatteren Erich Kästner. Her opstod et legendarisk venskab mellem de »tre Erich'er«. Efter at have afsluttet sine studier blev Ohser hurtigt kendt som bogillustrator (bl.a. illustrerede han Kästners digtsamlinger) og som karikaturtegner (fx for SPD-avisen “Vorwarts”). Især tiltrak han sig nationalsocialisternes had med sine karikaturer af Hitler og Goebbels. Sammen med Kästner og Hannover-fotografen Hein Gorny rejste han til Paris, Moskva og Leningrad (hvor hans modstand mod kommunismen udviklede sig). I 1930 giftede han sig med sin studiekammerat Marigard Bantzer, og deres søn Christian blev født året efter (død 2001).
Nationalsocialisternes magtovertagelse betød enden for den politiske tegner Ohser. Hans ansøgning om optagelse i Rigspressekammeret blev afvist, hvilket svarede til et ansættelsesforbud (Berufsverbot). Fra da af måtte hans kone forsørge familien. I slutningen af 1934 søgte Ohser til Berliner Illustrirte Zeitung, som søgte efter en tegneserie magen til Mickey Mouse, med sit udkast til Vater und Sohn. Ohser måtte ikke udgive under sit rigtige navn. Han blev først tildelt kontrakten efter at have antaget pseudonymet e.o.plauen (hans initialer og navnet på hans hjemby) og på betingelse af, at han ikke ville engagere sig i politik. I december 1934 udkom den første billedhistorie om far og søn, som derefter udkom ugentligt i tre år i dette respekterede og meget udbredte blad. Forlaget udgav også tre bogudgaver, som alle fik succes. Herefter fik Erich Ohser, alias e.o.plauen, lov til at arbejde videre og blev i 1940 ansat ved ugeavisen Das Reich. Der blev han kendt som karikaturtegner, og hans tegnefilm af Stalin blev anset for at være særligt vellykkede. I "Deutsche Zeichenfilm GmbH" grundlagt af Goebbels i 1942 arbejdede Ohser sammen med Manfred Schmidt, skaberenen af Nick Knatterton-tegneserien, på den 17 minutter lange tegnefilm Armer Hansi, som blev vist i biograferne i 1944. Filmens indhold er, at kanariefuglen Hansi flygter fra sit bur, fordi han er blevet forelsket i en svale, der flyver forbi. Men fordi den elskedes mand reagerer ret groft, og i lyset af de farer, som Hansi oplever uden for tremmerne, vender han angerfuldt tilbage til sit bur, hvor en kanariefuglefrue allerede venter på ham.
Ohser kunne ikke holde sin modvilje mod NSDAP-regimet for sig selv i det lange løb. Den 22. februar 1944 gav hans nabo Bruno Schultz, der var kaptajn i Wehrmachts propagandaafdeling, Goebbels et brev, der fordømte Ohser. En ven af Erich Ohser, journalisten Gerhart Weise, som arbejdede på Schwarz van Berks kontor, var udpeget af Goebbels som ansvarlig for desinformation i udlandet, og han fik til opgave at kontrollere vidnet Schultz' troværdighed og bekræftede i et notat dateret 7. marts 1944, "at oplysningerne i hans notat af 22. februar 1944 svarer til fakta". Den 28. marts 1944 blev Ohser og hans ven Erich Knauf arresteret. Retssagen for Folkeretten skulle åbnes af Roland Freisler den 6. april 1944. Ohser hængte sig aftenen før. Knauf blev dømt og henrettet i maj. Indtil 1968 blev urnen med Ohsers aske begravet i Reichenbach an der Fils; derefter blev den efter Ohsers ønske overført til familiegraven i Plauen.

## Værk og eftermæle
Vater und Sohn-billedhistorierne er stadig Ohsers mest kendte værker. De handler om en far og hans lille søn, der kæmper med hverdagens problemer og nogle gange har store eventyr. De blev hurtigt populære og er kendt i mange lande rundt om i verden, sikkert fordi de fleste af dem er uden tekst.
Den 1. oktober 1993 blev galleriet e.o.plauen åbnet i Plauen, et fælles projekt af byen Plauen og dens venskabsby Siegen, delstaten Nordrhein-Westfalen og Salamander AG. Siden 1995 har byen Plauen uddelt e.o.plauen-prisen til minde om Ohser sammen med e.o.plauen-selskabet. Den 24. september 2010 blev Erich Ohser-huset indviet i Plauen.
Vater und Sohn-mindesmærket af billedhuggeren Erik Seidel blev rejst for første gang i 1995 i Bahnhofstrasse i Plauen. Siden 2010 har det stået på sin nye plads foran Erich Ohser-huset i Nobelstrasse.
I Plauen er erhvervsskolecentret "BSZ e.o.plauen" opkaldt efter Erich Ohser.
I 1999 blev Erich Ohser hædret med en mindeplade på huset på Am Feldberg 3 i Berlin-Kaulsdorf, hans sidste bopæl. Den 30. november 2013 blev en snublesten for Erich Ohser nedlagt ud for Dudenstrasse 10 ved Haus der Buchdrucker.
I Berlin-Kaulsdorf bærer en gade navnet Ohserring. En gade i Bremen blev også opkaldt efter ham, Ohserstrasse.
Erich Ohsers og Erich Kästners skæbner er emnet for filmen »Kästner und der kleine Dienstag« (2017).
Den 18. marts 2018 fejrede internetsøgemaskinen Google Ohsers 115-års fødselsdag med sin egen Google Doodle.

## Udgivelser
- Vater und Sohn. Sämtliche Streiche und Abenteuer (Prydudgave). Südverlag, Konstanz 2003, ISBN 978-3-87800-042-6.
- Vater und Sohn. Band 1. Südverlag, Konstanz 1999, ISBN 978-3-87800-001-3.
- Vater und Sohn. Band 2. Südverlag, Konstanz 2000, ISBN 978-3-87800-002-0.
- Vater und Sohn. Band 3. Südverlag, Konstanz 1999, ISBN 978-3-87800-003-7.
- Die schönsten Geschichten von Vater und Sohn. Samlet udgave. Ravensburg 2004, ISBN 3-473-54240-7.
- Vater und Sohn. Die schönsten Geschichten. Anaconda Verlag, Köln 2016, ISBN 978-3-7306-0333-8.
- Erich Ohser / e.o.plauen. Politische Karikaturen, Zeichnungen, Illustrationen und alle Bildgeschichten „Vater und Sohn“ (Samlet udgave). Südverlag, Konstanz 2000, ISBN 978-3-87800-037-2 (med bibliografi).
- Erich Kästner: Herz auf Taille. Zeichnungen von Erich Ohser. Kurt Weller, Leipzig 1928. Nyudgave: Atrium, Zürich 1985, ISBN 3-85535-905-9.
- Erich Kästner: Ein Mann gibt Auskunft. Tegninger af Erich Ohser. Deutsche Verlagsanstalt, Berlin 1930. Nyudgave: Atrium, Zürich 1985, ISBN 3-85535-907-5.
- Erich Kästner: Gesang zwischen den Stühlen. Tegninger af Erich Ohser. Deutsche Verlagsanstalt, Berlin 1932; Nyudgave: Atrium, Zürich 1985, ISBN 3-85535-908-3.